# Bitva u Melechova
Bitva u Melechova se odehrála v květnu 1420, přesné datum není známé, v blízkosti obce Bojiště pod vrchem Melechov. V bitvě se střetli husité s uherskými oddíly křížové výpravy. Husité se bránili s využitím vozové hradby. Střetnutí skončilo vítězstvím husitů, ale byl při něm zabit husitský vůdce, ledečský farář Petr z Ústí.

## Přecházející události
Ze Zikmundovy iniciativy byla v březnu 1420 ve Vratislavi vyhlášena křížová výprava proti husitskému hnutí v Čechách. V Praze se husité pomocí lsti zmocnili Pražského hradu, který byl v držení Zikmundových příznivců. Následně Čeněk z Vartemberka vyslal poselství s nabídkou na převzetí českého trůnu polským králem Vladislavem II. Jagello. Pražané mezitím v dubnu vydali dva manifesty, ve kterých vyzývali k odporu proti blížící se křížové výpravě. Čeněk z Vartemberka a Hynek Krušina na svých panstvích shromáždili vojska. Čeněk shromažďoval své vojsko na vrchu Melechov v blízkosti svého hradu Lipnice. Vojsko bylo složené kromě šlechty i z venkovanů a uhlířů. Účastí uhlířů získal Čeněk nejen posily pro své vojsko, ale navíc oslabil nepřátelskou Kutnou Horu, která stála v cestě do Prahy. Ve výzbroji měly také vozy s děly.
Zatímco Krušinovo vojsko se vydalo na cestu do Prahy, Čeněk z Vartemberka přešel k Zikmundovi. Vojsko shromážděné na Melechově se začalo postupně rozcházet.

## Průběh bitvy
Zbytek účastníků shromáždění poslal do Ledče pro faráře Petra z Ústí, aby je vedl. Poté se vydali směrem k Ledči a dále na Prahu. Nedaleko vrchu ale narazili na uherskou jízdu. Husité zaujali obranné postavení s využitím vozové hradby na okraji lesa. Uherskou jízdu ostřelovali děly, ta navíc v lesním terénu nemohla využít svoji převahu. Poté, co bylo několik útočníků zraněno a zabito, začali se Uhři stahovat zpátky do Kutné Hory. Ale ještě předtím se jednomu útočníkovi podařilo pomocí samostřílu zastřelit husitského vůdce Petra z Ústí. Počet obětí a zraněných na straně křižáků není znám, na husitské straně se udává okolo 14 mrtvých.

## Důsledky
Po zabití Petra z Ústí se do čela husitů postavil rychtář Vávra ze Zahrádky. Pod jeho vedením se vydali k Táboru. Velká část husitů se rozešla. Bitva u Melechova byla prvním střetnutím husitů se zahraničním nepřítelem.